# Bourne Brook
Der Bourne Brook ist ein Wasserlauf in Essex und Hertfordshire, England. Er entsteht nordwestlich von Manuden und fließt in südlicher Richtung bis zu seiner Mündung in den River Stort im Norden von Bishop’s Stortford.